# البشارات الغرناطية
البُشارات الغرناطية تقع في إسبانية في مقاطعة غرناطة . إلى جانب البشارات المرية تشكل المنطقة التاريخية للبُشارات.